# عطالر
عطالر ، روستایی است از توابع بخش مرکزی شهرستان گنبد کاووس در استان گلستان ایران.

## جمعیت
این روستا در دهستان آق‌آباد قرار داشته و براساس سرشماری سال ۱۳۸۵جمعیت آن ۱٬۰۵۴نفر (۲۰۲خانوار) بوده است.